# Kraftwerk G. G. Allen

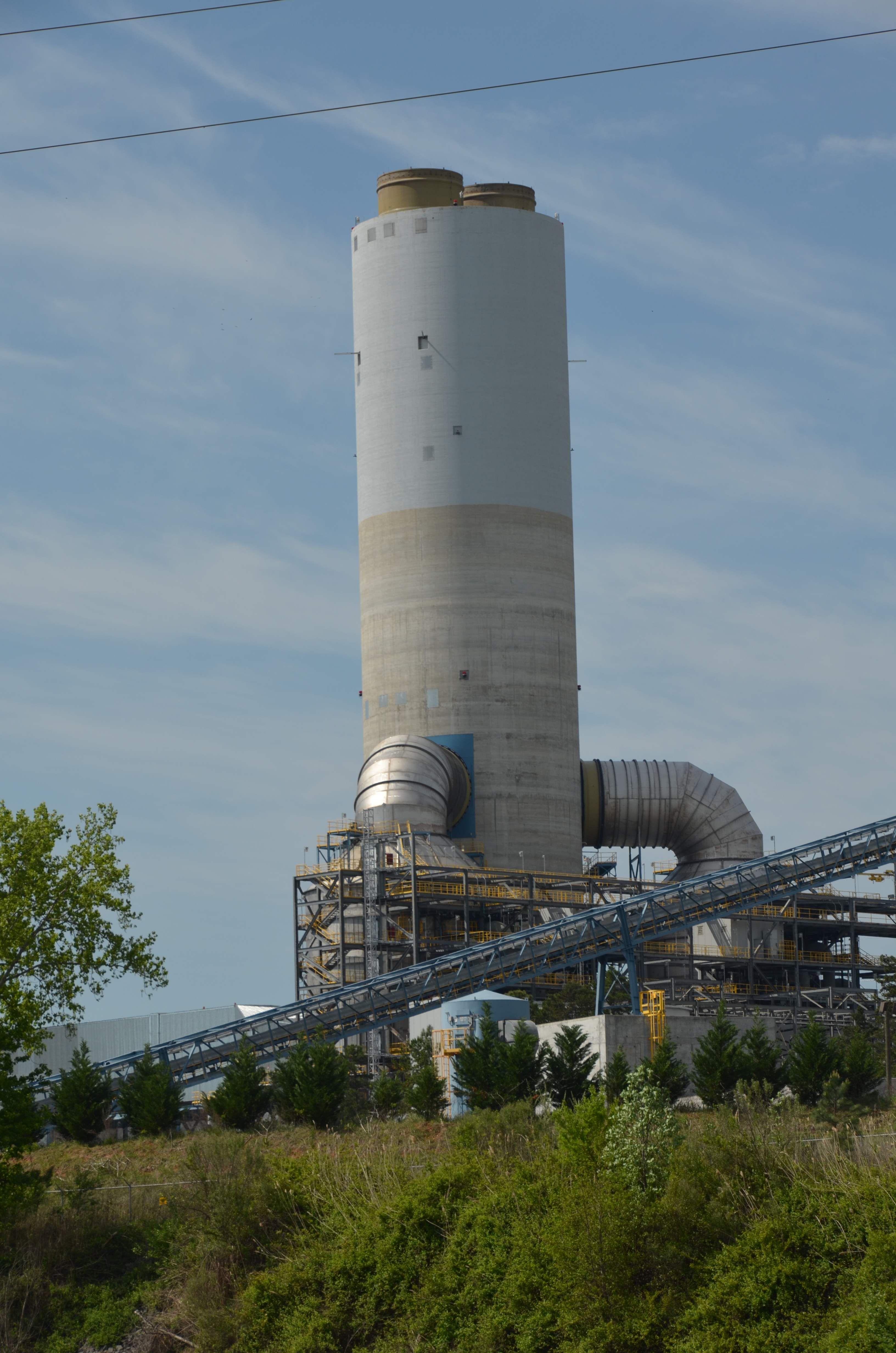
Gaswäscher des Kraftwerks

Das Kraftwerk G. G. Allen ist ein Kohlekraftwerk im Gaston County im Süden des US-Bundesstaats North Carolina. Das Kraftwerk besitzt eine installierte Leistung von 1.140 MW. Es ist am Lake Wylie, einem Stausee des Catawba Rivers gelegen.
Bis 2009 wurde eine Rauchgasentschwefelung errichtet.

## Blöcke
| Block | Leistung | Inbetriebnahme | Dampfkessel |
| ----- | -------- | -------------- | ----------- |
| 1     | 165 MW   | 1957           |             |
| 2     | 165 MW   | 1957           |             |
| 3     | 275 MW   | 1959           |             |
| 4     | 275 MW   | 1960           |             |
| 5     | 275 MW   | 1961           |             |